# Вилла, Клаудио
Кла́удио Ви́лла (итал. Claudio Villa; Рим, 1 января 1926 года — Падуя, 7 февраля 1987 года) — итальянский певец. Иногда он выступал автором, на его имя записано 35 песен. За всю свою карьеру он продал 45 миллионов пластинок по всему миру.

## Биография
Родился в квартале Трастевере в Риме. За свою карьеру он записал более 3000 песен, продал 45 миллионов пластинок и снялся в 25 мюзиклах. Родители дали ему имя «Клаудио» в честь Клаудио Серио. Для лейбла Fonit Cetra было записано много известных песен, таких как «A Tazza 'E Cafe».
Делит с Доменико Модуньо рекорд по числу побед на Фестивале песни в Сан-Ремо — четыре раза. Вилла побеждал там в 1955, 1957, 1962 и 1967 годах. В 1962 и 1967 годах он представлял Италию на Конкурсе песни на приз Евровидения: в 1962 году с песней «Addio, addio» занял 9 место, а в 1967 с «Non andare più lontano» — 11-е.
Вилла умер в 1987 году; на его надгробии написаны слова «Vita sei bella, morte fai schifo» («Жизнь — ты прекрасна, смерть — ты противна»). О его смерти в 1987 году от сердечного приступа было объявлено в прямом эфире Пиппо Баудо в последнюю ночь фестиваля Сан-Ремо. Его могила, окруженная барельефом и настенными росписями по случаю 20-й годовщины смерти, находится на кладбище Сан-Себастьяно в Рокка-ди-Папа, недалеко от Рима, где он жил в течение многих лет со своей семьей.
Певец был практически неизвестен в Северной Америке до 1996, до тех пор, пока не был выпущен фильм Большая ночь, сорежиссёрами которого были Стэнли Туччи и Кэмпбелл Скотт. Фильм получил международное признание. Саундтрек включает в себя три песни Клаудио Виллы: «Любовные частушки», «Лесная дорога». Комментарии, которые сопровождали диск были следующие: «Стэнли вырос, слушая таких вокалистов, как Карло Бути и Клаудио Вилла, громкие имена в Италии, но мало известные здесь. Вилла является мастером частушек — традиционного стиля песни. Но мы и содиректор, Кэмпбелл Скотт, были ещё больше поражены Виллой, когда в монтажной комнате мы наткнулись на его неистовый „ТИК-ти, ТИК-та“ и его романтическую песню „Лесная дорога“».

## Дискография
См. статью «Discografia di Claudio Villa» в итальянском разделе.

## Фильмография
См. «Claudio Villa § Filmografia» в итальянском разделе.